# 人迎穴
人迎穴是属于足陽明胃經的腧穴。

## 定位
喉結旁，胸鎖乳突肌前緣，頸總動脈搏動處。

## 主治
咽喉腫痛、胸滿氣喘、高血壓、頭痛等。

## 操作
避開頸總動脈直刺0.2～0.4寸；不宜灸。